# USS George H. W. Bush (CVN-77)
 For alternative betydninger, se George Bush. (Se også artikler, som begynder med George Bush)
USS George H. W. Bush (CVN-77) er det tiende hangarskib af Nimitz-klassen i United States Navy. Hun er navngivet efter den tidligere amerikanske præsident George H. W. Bush, der var pilot i flåden under 2. verdenskrig. George H. W. Bush er det sidste hangarskib i Nimitz-klassen; dens efterfølger CVN-78 bliver den første i en ny klasse.
Hun er det andet amerikanske hangarskib der navngives efter en flådepilot (USS Forrestal (CVA-59) var det første). Andre flådefartøjer der er blevet opkaldt efter piloter inkluderer fregaten McClusky (FFG-41) og destroyeren Massey (DD-778), der begge er navngivet efter piloter der fløj med i slaget om Midway. Selvom George H. W. Bush er af Nimitz-klassen, afviger den alligevel fra dens forgængere og forskellene er endda større end dem mellem CVN 68-70 og CVN 71-76.
Konstruktionen begyndte i 2001 ved Northrop Grumman Newport News skibsværftet. Hangarskibet blev navngivet den 7. oktober 2006, blev leveret i 2008. Skibet blev indsat i aktiv tjeneste d. 10. januar 2009 og skal afløse hangarskibet Kitty Hawk og dermed gøre en ende på dets 48-årige tjeneste i United States Navy.

## CVN 77 egenskaber
Flere af af skibets funktioner adskiller CVN-77 fra andre skibe i Nimitz-klassen. Disse inkluderer:
- Bulbstævndesign: Forbedrer skrogets effektivitet og reducerer slæbevirkningen. Denne feature var ikke inkluderet i modellen der blev brugt ved præsentationsceremonien og blev først brugt på USS Ronald Reagan (CVN-76)
- Passive jet blast-afbøjningsplader: Nyt design og nye materialer giver reducerede vedligeholdelsesomkostninger.
- Design af "øen": Forbedret adgang til flyvedækket og reduceret radarsignatur og elektronisk interferens.
- Stealth-teknologi: Afrundede kanter på flydækket, indelukkede antenner, mindre "øer" og indvendige fly-elevatorer fører tilsammen til maksimal stealth.
- Fly-pit stop: Halv-automatisk optankning og servicering i en ny konfiguration og placering på dækket giver hurtigere, mere effektive pit stop for flyene og kræver færre folk.
- Hangarer: Nye design gør dem mere overskuelige.
- Reduceret mandskab: Teknologi, indretning af rum, ændring af operationelle procedurer, avanceret sensor-teknologi og tilstands-afhængige vedligeholdelses-systemer giver tilsammen mulighed for et mindre, specialtrænet mandskab.
- Områder som kan omkonfigureres: Modulær konstruktion som varer i hele skibets levetid giver fleksibilitet og reducerer omkostninger.
- Øget båndbredde: Større kapacitet både om bord og til land giver skibet en kommunikations-fordel.
- Elektriske fordelingssystemer, som er opdelt i zoner: Isolerer potentielle problemer og minimerer virkningen på resten af skibet.
- Automatisk montering: Anordninger til flytning af materiel, semi-autonome, tyngdekraft-kompenserede våben-håndteringssystemer, automatiske systemer og komponenter til at håndtere skadeskontrol vil reducere skibets besætning og omkostninger.

## Trivia
- Når skibet er blevet døbt, vil det hedde "George H. W. Bush", og når det er blevet sat i drift, vil det hedde "U.S.S. George H. W. Bush". Skibets besætning udgør "Precommissioning Unit (PCU) George H. W. Bush", også kaldet "PCU 77".
- Traditionelt er meget få af skibene i United States Navy blevet navngivet efter personer der var i live på tidspunktet ved navngivningen, men på det seneste er dette antal steget kraftigt; disse inkluderer

Carl Vinson (CVN-70),
Hyman G. Rickover (SSN-709),
Arleigh Burke (DDG-51),
John C. Stennis (CVN-74),
Bob Hope (T-AKR-300), 
Ronald Reagan (CVN-76),
Nitze (DDG-94),
Jimmy Carter (SSN-23), and
George H. W. Bush (CVN-77).

- I anime-serien Neon Genesis Evangelion omdøbes George H.W. Bush til "Over the Rainbow" og bliver udnævnt til flagskib for USA's stillehavsflåde.